# Muhsin Hendricks
Muhsin Hendricks (født juni 1967, død 15. februar 2025) var en sydafrikansk imam, islamisk lærd og LGBT-aktivist. Han var involveret i forskellige LGBT-forkæmpergrupper og kæmpede for større accept af LGBT-personer inden for islam. Han betragtes som verdens første åbent homoseksuelle imam, efter at have stået frem som homoseksuel i 1996. Hendricks blev offer for en hadforbrydelse i februar 2025 i Gqerbeha, Sydafrika, og døde af skudsår i et mordforsøg.